# گرزه‌ماریان
گرزه‌ماریان (نام علمی: Viperinae) نام یک زیرخانواده از تیره گرزه‌ماران است.